# Picaio (Serra Negra)
El Picaio és una muntanya situada entre els termes municipals de Vilafranca (els Ports) i Benassal (l'Alt Maestrat), al País Valencià.
Amb els seus 1.304 metres d'altitud, es tracta del cim més elevat de la Serra Negra, un imponent escaló entre el pla de Mosorro al nord i el riu de Montlleó pel sud, que es recargola per un angost congost.
El Picaio està format bàsicament per roques calcàries que l'erosió ha bisellat a vegades profundament. La dissolució de la pedra calcària ha aconseguit capritxosos modelats en les Coves del Forcall. La muntanya forma part del Sistema Ibèric.
Els frondosos boscos de pins i ginebres. dibuixen el paisatge de la muntanya, la serra i el pla que l'envolta pel nord. Des de dalt s'obté una panoràmica de les muntanyes dels Ports i el Maestrat amb el Penyagolosa presidint l'escenari. Es pot arribar al Picaio des de Vilafranca recorrent 7 quilòmetres de distància, en unes 3 hores d'anada i tornada.